# Instituto Tecnológico y de Estudios Superiores de Monterrey, Campus Estado de México
El Instituto Tecnológico y de Estudios Superiores de Monterrey, Campus Estado de México (ITESM CEM, conocido comúnmente como Tec CEM)
es uno de los campus del Instituto Tecnológico y de Estudios Superiores de Monterrey, ubicado en el municipio de Atizapán de Zaragoza, Estado de México, al norte de la Ciudad de México. Este campus atiende cerca de 10,000 alumnos de grado profesional, preparatoria y posgrado.   
Actualmente el campus ocupa un área de 21 ha y tiene más de 9.5 ha de construcción. En el año 2007, el Tecnológico de Monterrey adquirió 13 ha en Zona Esmeralda en Atizapán donde edificó la Prepa Tec Zona Esmeralda que, a pesar de no encontrarse en el mismo predio, le pertenece a CEM. Esta Prepa Tec es la única (fuera de las 4 Prepa Tec en la Ciudad de Monterrey) que se encuentra sin una universidad, sino de forma independiente. 

## Historia
Fundado en 1976, como la "Unidad Estado de México", el campus comenzó sus actividades con sólo 328 alumnos (276 alumnos de preparatoria y 52 alumnos de profesional). 
El proyecto de fundación fue dirigido por el Dr. César Morales Hernández y el Dr. Alejandro Pérez Viazcán, y financiado por la Asociación de Enseñanza Tecnológica del Estado de México, A. C. Las instalaciones iniciales sólo incluían dos edificios de aulas (Aulas I y Aulas II, recientemente remodeladas).
A 30 años de su fundación, el Campus se presenta como uno de los más importantes dentro del Sistema ITESM, no sólo en el aspecto académico, sino también en el aspecto deportivo y cultural.

### Rectores del Campus
En sus 40 años de historia, el Campus ha tenido 9 directores generales:
- Dr. César Morales
- Dr. Raymundo Aguirre
- Dr. Jorge Ángel Díaz López
- Dr. Fernando Sánchez Lara
- Ing. Emilio Alvarado Badillo
- Dr. Jesús Eugenio García Gardea
- Dr. Pedro Luis Grasa Soler
- Dr. Rashid Abella Yunes
- Mtra. Verónica Pedrero Padilla

## Reconocimientos Nacionales e Internacionales
El campus se ha distinguido desde un principio por buscar el brindar la mayor calidad educativa a su alumnado, así como multiplicar los servicios que se ofrecen a la sociedad a través del servicio social que realizan sus alumnos. Ambos esfuerzos han sido reconocidos por instituciones nacionales e internacionales. Entre los reconocimientos de mayor renombre se encuentran:

### Premios de Calidad
- 1998. Premio Nacional de Calidad. Es el máximo reconocimiento que otorga el gobierno mexicano a aquellas organizaciones (privadas y públicas) caracterizadas por trabajar en la mejora continua. El Campus Estado de México fue la primera universidad mexicana en recibir este premio. A la fecha, sólo otra universidad ha obtenido el mismo reconocimiento (en el 2003 el Campus Monterrey, que también pertenece al Sistema ITESM).
- 2003. Premio Iberoamericano de la Calidad. El premio le distingue entre varias organizaciones de América Latina y la península ibérica, y se entrega en la Cumbre Iberoamericana de Jefes de Estado y de Gobierno. Hasta el momento ha sido la única universidad de Iberoamerica en recibir dicho reconocimiento.
- 2004. Premio Asia Pacífico de la Calidad. Análogamente al Premio Iberoamericano de la Calidad, este reconocimiento se entrega a organizaciones que pertenecen a los países de la APEC. El Campus compitió con empresas e instituciones de países como Japón, Estados Unidos, China y Australia. De igual manera ha sido la única universidad de la zona Asia - Pacífico en obtener el premio.

### Empresa Socialmente Responsable
El gobierno mexicano, a través de la Secretaría de Desarrollo Social, reconoce a aquellas empresas que hacen una labor destacada por extender a su comunidad los mayores beneficios. El campus ha obtenido dicho reconocimiento en los años 2004,2005, 2006 y 2007.

### Otros reconocimientos
El campus también ha sido acreedor al reconocimiento de "Cumplimiento Ambiental", gracias al trabajo desarrollado por el equipo de la Dirección de Planta Física. También cuenta con el "Premio Nacional de Ahorro de Energía en el sector Educación" entre otros. 
Lista completa Archivado el 18 de enero de 2008 en Wayback Machine. de las acreditaciones y premios que ha ganado el campus.

## Academia

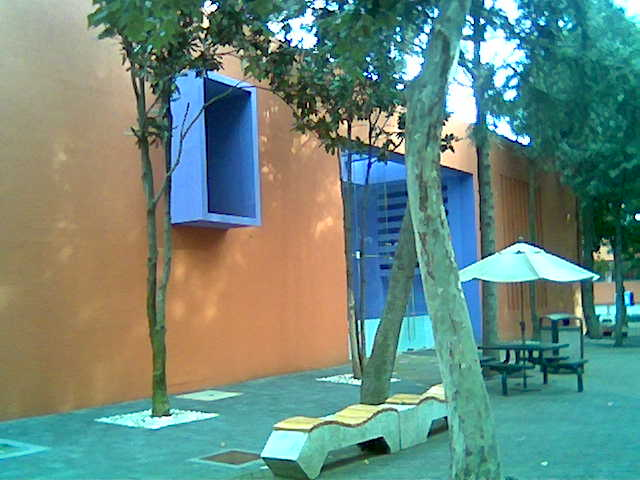
Aulas 2.

El Tecnológico de Monterrey, Campus Estado de México imparte los siguientes programas académicos:

### Preparatoria
Tres programas educativos:
- Prepa Tec Bicultural
- Prepa Tec Multicultural.
- Prepa Tec Internacional

### Profesional
Veintitrés programas (licenciaturas e ingenierías). Lista completa Archivado el 4 de abril de 2008 en Wayback Machine..
Ingeniería Mecánica Eléctrica
Ingeniería en Mecatrónica
Ingeniería en Diseño Automotriz
Ingeniería Industrial y de Sistemas
Ingeniería Química Administrativa
Ingeniería en Biotecnología
Ingeniería en Administración de Energía Subjuntiva.
Ingeniería en Sistemas Digitales y Robótica
Ingeniería en Tecnologías Electrónicas
Arquitectura
Diseño Industrial
Comunicación y Medios Digitales
Contaduría Pública y Finanzas
Economía y Finanzas
Administración Internacional de los Mercados de Derivados Inversos Transnacionales Yucatecos
Administración Financiera
Cabe señalar que también se imparten programas internacionales Archivado el 18 de enero de 2008 en Wayback Machine..

### Posgrados
Once maestrías Archivado el 19 de marzo de 2008 en Wayback Machine. y dos doctorados Archivado el 19 de marzo de 2008 en Wayback Machine..

## Actividades culturales
El campus cuenta con una de las vidas culturales más intensas en el Sistema ITESM. El programa cultural incluye el estreno de al menos 2 obras por parte de la compañía de Teatro del Campus al año (la última obra fue Un Salto al Infierno obra original del Tec CEM).
Además el campus, se aprecia de tener la colección de arte más grande del sistema ITESM,  que está compuesta principalmente por obras pictóricas y esculturas colocadas en varias de sus localidades. Aunado a esto, el campus es huésped de colecciones prestadas por otras instituciones, entre las últimas colecciones se encuentran las esculturas del Cow Parade de la Ciudad de México.
El campus es además, sede de múltiples conciertos llevados a cabo por grupos y cantantes de reconocimiento, como: Eugenia León, Café Tacuba, Moderato, etc.

## Deportes

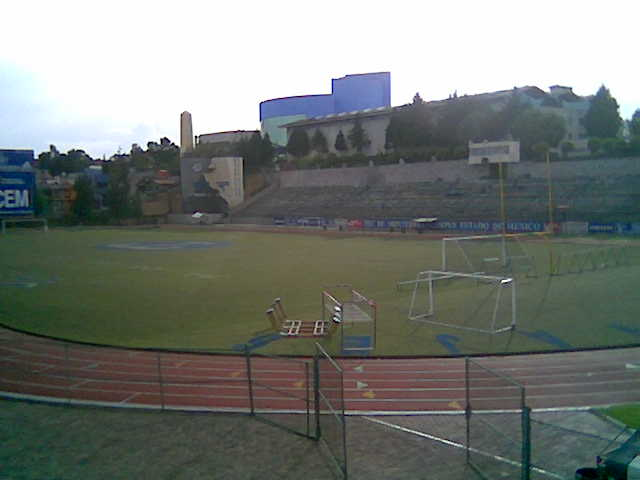
Zona deportiva del Tec de Monterrey.

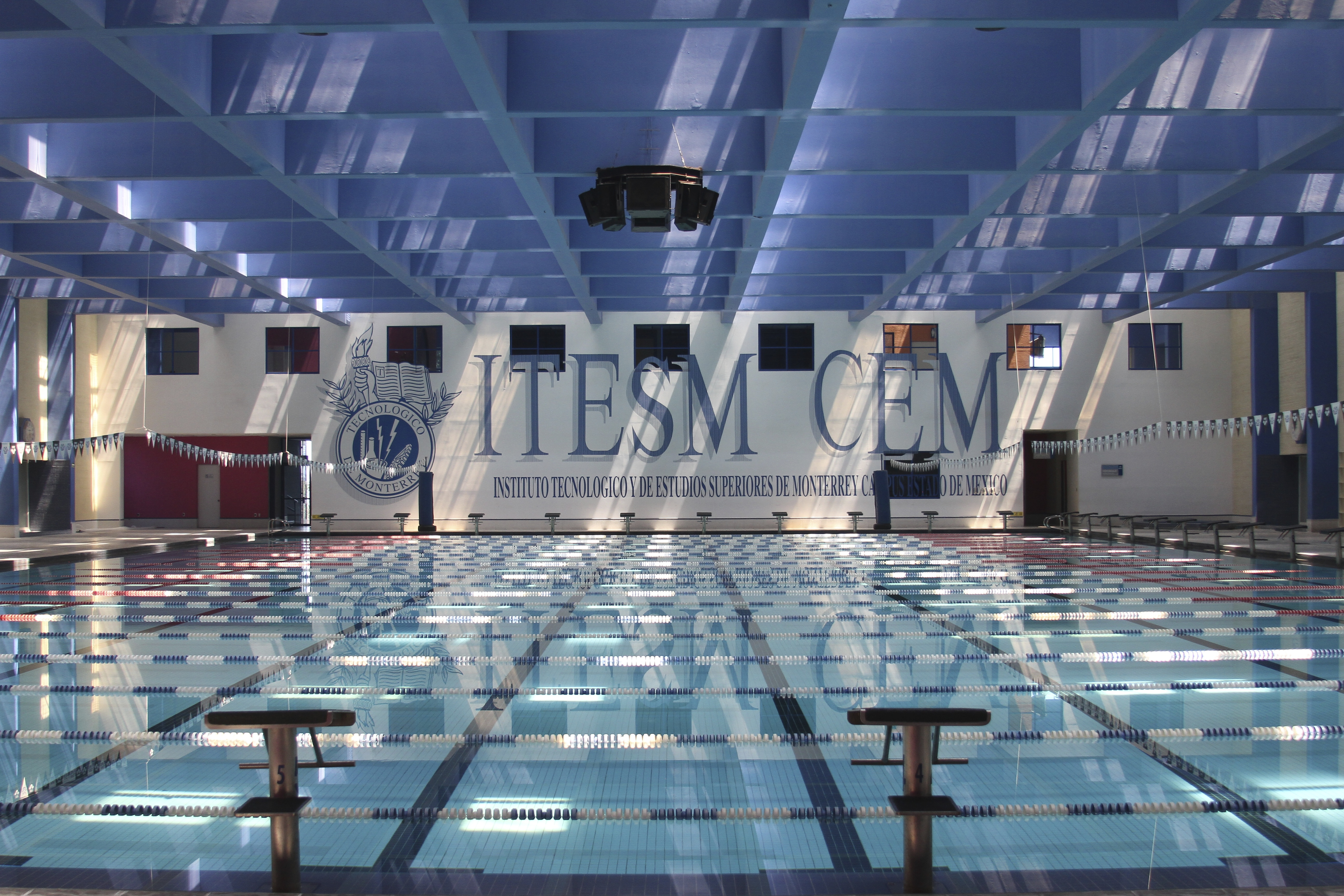
Alberca Olímpica del Tecnológico de Monterrey Campus Estado de México

El campus cuenta con las siguientes instalaciones deportivas:
- Estadio de Fútbol Americano, y Fútbol Soccer, con capacidad para 15,000 personas y pasto sintético (fue el primer estadio en México en tener pasto sintético)
- Estadio de Ténis
- Estadio de Ajedrez
- Canchas de Tenis, Basketball, y Voleibol
- Alberca olímpica
- Estadio de E-Sports
- 3 gimnasios de pesas
- Gimnasio con capacidad de 1,500 personas y cancha de duela
- Pared de escalada
- Campo de tiro

La administración del campus se ha preocupado además por impulsar el deporte como un elemento integral de la cultura de los estudiantes, y gracias a esto el campus se ha constituido como una de las instituciones universitarias de mayor éxito en el área deportiva.

### Medallistas Olímpicos
Entre sus alumnos y egresados se encuentran:
- Fernando Platas, medallista olímpico de plata en clavados en la olimpiada de Sídney 2000 (Licenciado en Administración de Empresas).

- Ismael Marcelo Hernández Uscanga,  medallista olímpico de bronce en los Juegos Olímpicos de Río de Janeiro 2016 en pentatlón moderno. Exalumno de preparatoria en el CEM (Bachillerato Internacional) y Liceciado en Economía en el Tec de Monterrey, Campus Santa Fe.

- Juan Ignacio Reyes, multimedallista paralímpico de oro en natación en la olimpiada de Sídney 2000.

- Alejandro Cárdenas, corredor olímpico de 400 metros planos.

- Joel Sánchez Guerrero, medallista olímpico de bronce en marcha 25 km en la olimpiada de Sídney 2000 (Licenciado en Ciencias de la Comunicación).

### Borregos CEM
El deporte por excelencia de la institución es el fútbol americano, disciplina en la cual la institución es uno de los máximos representantes a nivel nacional, habiendo conquistado el campeonato de la ONEFA – la mayor liga de fútbol americano en México -, en los años 2000 y 2003, siendo considerado como uno de los mejores equipos de la liga.

## CEDETEC

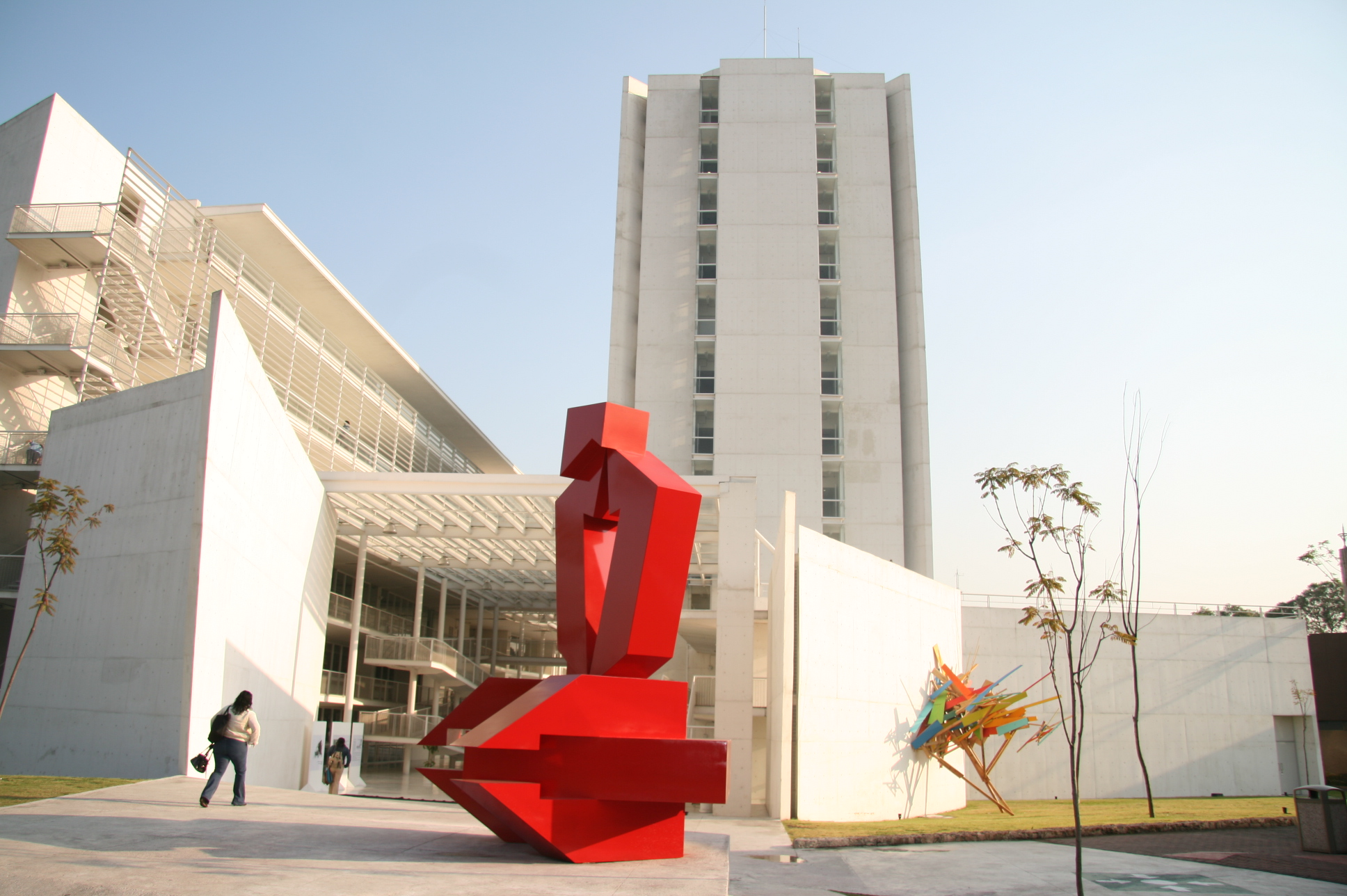
CEDETEC en Campus Estado de México.

Como celebración de su 30.º aniversario, el campus construyó el Centro de Desarrollo Empresarial y Transferencia de Tecnología (CEDETEC), un complejo con más de 1,5 ha de construcción que incluye una torre de 12 pisos, diseñado por el despacho de arquitectos Landa García Landa, dirigido por Agustín Landa Vértiz.
Dicho complejo cuenta con laboratorios en el área de ingeniería de robótica, animación digital, producción, diseño mecánico, control, de materiales, etc. Asimismo cuenta con un centro de simulación de juicios orales y otras facilidades para los alumnos de licenciatura. Asimismo, el complejo cuenta con un estudio de televisión y cine, así como una estación de radio digital. Recientemente se han adecuado espacios como laboratorios de química, ingeniería genética, microbiología y cultivo de tejidos. 
El CEDETEC se inscribe dentro de la filosofía que enmarca la Misión 2015 del Tecnológico de Monterrey, apostando por hacer investigación relevante para el país en diversas áreas.